# Parade (Slevogt)
Parade is een schilderij van de impressionistische Duitse kunstschilder Max Slevogt (1868-1932) uit 1913, olieverf op doek, 48,4 x 57,5 centimeter groot. Samen met het schilderij Unter den Linden maakt het deel uit van een tweeluik dat hij schilderde in Berlijn, tijdens de festiviteiten ter ere van het 25-jarig regeringsjubileum van keizer Wilhelm II van Duitsland. Het werk bevindt zich thans in de collectie van het Niedersächsisches Landesmuseum te Hannover.

## Context
Keizer Wilhelm II stond bekend om het belang dat hij hechte aan militair vertoon. In 1913, aan de vooravond van de Eerste Wereldoorlog, liet hij in Berlijn tot driemaal toe een parade organiseren: de eerste keer in mei bij het huwelijk van zijn enige dochter Viktoria Louise, vervolgens in juni ter ere van zijn zilveren regeringsjubileum en later dat jaar nog een keer vanwege het staatsbezoek van tsaar Nicolaas II van Rusland.
Op 17 juni 1913, de 25e verjaardag van de troonsbestijging van Wilhelm II, schilderde Slevogt de militaire parade door de Brandenburger Tor. Hij sloeg de optocht gade vanaf de bovenste verdieping van een gebouw aan de zuidkant van de straat. Hij maakte twee versies van het evenement. Het eerste schilderij, Parade, toont de optocht in de ochtend. De tweede versie, Unter den Linden, met dezelfde afmetingen, maakte hij in de middag, vanaf een hoger balkon.

## Afbeelding
De door Slevogt weergegeven parade trekt van links naar rechts over het schilderij. De marcherende soldaten zijn in snelle penseelstreken geschilderd, alsof het de bijbehorende muzieknoten betreft. Slevogt was een groot muziekliefhebber. Van hem is bekend dat hij een groot bewonderaar was van het notenschrift van Mozart, waarover hij ooit schreef: 'Geen kunstenaar kan de pen zo levendig en snedig voeren. Met het oog alleen al kun je de klank opvatten en de geest van het werk vatten <…> De onbeschrijflijke gratie die als één geheel over elke bladzijde ligt, kan iedereen die maar enig gevoel heeft voor de lijn en zijn expressieve waarde alleen maar verbazen'.
Alleen aan de zwart-wit-rode Pruisische vlag en aan de blauwe legeruniformen is te zien dat het mogelijk om een militaire Pruisische parade gaat.
Op een snelle, sierlijke wijze weet Slevogt de expressieve waarde van de lijn der marcherende soldaten om te zetten in noten, waarmee ritme en muziek volledig deel gaan uitmaken van de schildering. In de uitwerking concentreert hij zich daarbij op het staccato van de wandelende soldaten en de schaduwen, die dwars op de looprichting liggen. Hun beweging wordt onderstreept door de diagonaal verlopende straat. Korte streken bepalen de structuur van het hele schilderij en zetten zich op de achtergrond voort in het trage ritme van de verticale boomstammen en vlaggenmasten.
Unter den Linden, het tweede werk, dat hij in de middag maakte, geeft een vluchtige blik over de drukke straat en gunt de kijker een blik op de met vlaggen getooide daken aan de overkant. Op de voorgrond strijdt een vlag in Duitse kleuren met een reclamebord voor het aanpalende Passage Theater om de aandacht.
De beide werken zijn typerend voor de opgewonden, militaristische atmosfeer in het Duitsland van kort voor de Eerste Wereldoorlog. Evenzeer zijn ze kenmerkend voor Slevogts werk uit die periode, dat gekenmerkt werd door veel licht, heldere kleuren en een luchtige atmosfeer. Slevogt had echter nooit de bedoeling om de militaire kracht van het keizerrijk te bejubelen. Dat soort zaken interesseerden hem niet. Hij wilde vooral en alleen de vrolijke stemming tijdens de zonnige voorjaarsdag weergeven, in de geest van het impressionisme: atmosferisch, vluchtig.